# Orion Futebol Clube

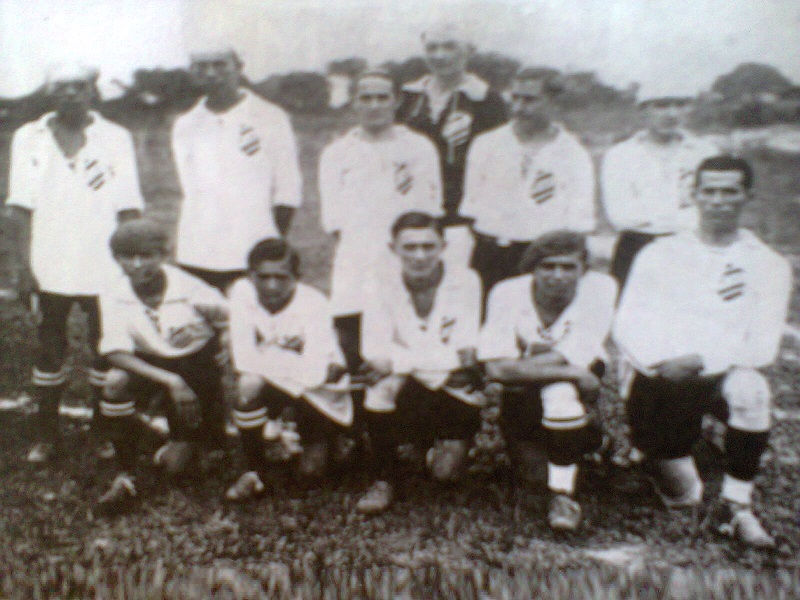
El Orion Campeón Cearense de 1930

El Orion Futebol Clube fue un equipo de fútbol de Brasil que jugó en el Campeonato Cearense, la primera división del estado de Ceará.

## Historia
Fue fundado el 1 de junio de 1929 en el municipio de Fortaleza, Brasil por un grupo de disidentes del Fortaleza EC liderados por los hermanos Machado luego de que el Fortaleza EC abandonara la temporada 1929 cuando iba de líder alegando dificultades financieras y diferencias con la Asociación Deportiva Cearense. El club está registrado como Orion Futebol Clube por la Federación Cearense de Fútbol, pero algunos libros históricos lo tienen como Orion Sporting Club.
Al inicio el club jugó partidos amistosos hasta que gana fácilmente el Torneo Inicio y también gana el título del Campeonato Cearense en 1930 venciendo 2-1 al Ceará Sporting Club en la final. Al año siguiente es campeón del Torneo Inicio nuevamente, lo que lo hacía favorito para ser campeón estatal nuevamente.
En el Campeonato Cearense de 1931 parecía que las estrellas no se alinearon para el club, ya que a a falta de una fecha iba de líder del campeonato y enfrentaban al Ceará Sporting Club, segundo lugar de la clasificación al cual debían enfrentar a un punto. El Orion Futebol Clube estaba haciendo una gira por el interior del estado en esos días y pidió posponer el juego, pero la Asociación Deportiva Cearense se negó y mantuvo la fecha original, por lo que el Orion Futebol Clube decidió no presentarse al partido y el Ceará Sporting Club fue el campeón.
Luego del éxito del Orion Futebol Clube en sus dos primeras temporadas, el Fortaleza EC decide recontratar a los jugadores del club para regresar al Campeonato Cearense, por lo que desaparece en 1932.

## Palmarés
- Campeonato Cearense: 1

1930
- Torneo Inicio de Ceará: 2

1930, 1931